# نور الدين مليكشي
نور الدين مَلِّيكْشِي هو عالم فيزياء جزائري من مواليد مدينة الثنية بولاية بومرداس سنة 1958.

## السيرة التكوينية
ولد الدكتور نور الدين مليكشي في عام 1958 في بلدة الثنية، بولاية بومرداس. بعد تخرجه من المدرسة المتوسطة، غادر الشاب نور الدين بلدته للالتحاق بثانوية عبان رمضان التي تقع في الحراش بالجزائر العاصمة. هناك حصل على البكالوريا في الرياضيات سنة (1976) وبعدها التحق بجامعة هواري بومدين للعلوم والتكنولوجيا الجزائر حيث تم منحه دبلوم الدراسات العليا في الفيزياء في عام 1980. ثم ذهب لمتابعة ماجستير في العلوم بسنة (1982) و الدكتوراه في الفيزياء (1987) في جامعة ساسكس في انكلترا حيث كان يعمل على بصريات الكم والتحكم البصري المتجانس للتحولات الإلكترونية الثنائية القطب في مختبر البروفيسور ليزلي ألين (Pr. Leslie Allen)، بعد تخرجه والتحاقه مع مجموعة البروفيسور ألين لأبحاث ما بعد الدكتوراه، انضم الدكتور مليكشي بجامعة العلوم والتكنولوجيا في الجزائر كبروفسور مساعد في الفيزياء ليكمل الخدمة الوطنية بين (1988-1990).

## مراكز بحث أسسها
- مؤسس مركز البصريات التطبيقية بولاية ديلاوير الأمريكية.[7]
- مؤسس مركز البحوث والتعليم في العلوم البصرية والتطبيقات (المؤسسة الوطنية للعلوم، مركز التميز البحثي في العلوم والتكنولوجيا).[7]
- مؤسس مركز البصريات التطبيقية لعلوم الفضاء (مركز أبحاث جامعة ناسة).[7]

تشكل هذه المراكز الثلاث ما يعرف اليوم بـ: مركز العلوم البصرية للأبحاث التطبيقية (OSCAR).

## اكتشافاته
سجّل نور الدين مليكشي 14 براءة اختراع حتى عام 2009 لـ:
- اختراع أجهزة وألياف بصرية متطورة وصغيرة وسهلة الاستعمال تستخدم في مجالات التشخيص في الطب وعلاج الأسنان.
- اختراعات مفيدة في الهندسة المدنية وعلم المحيطات.

في الآونة الأخيرة شرع الدكتور مليكشي على مشروعين للبحث:
- تطوير التقنيات البصرية الحساسة للكشف المبكر عن السرطان (تركيز على سرطان المبيض الظاهري وسرطان البروستات) . هذا العمل يجمع التحليل الطيفي بالليزر، الكيمياء النانوية، وتشخيص السرطان وله تأثير محتمل للوقاية من الأمراض.
- تحليل الليزر التي يسببها انهيار أطياف زيوت المريخ، الغبار والصخور. يكون الدكتور مليكشي عضو في مختبر علوم المريخ، أكبر جهد لناسا (Nasa) لاستطلاع المريخ حتى الآن. يتم جمع البيانات من خلال أداة الكاميرا الكيميائية (ChemCam) على متن 1 طن روفر للفضول الذي أطلق في 25 نوفمبر 2011 وهبطت بنجاح على الكوكب الأحمر في 6 أغسطس 2012. [9]

## التكريمات
- منح جائزة سمارت (تعزيز منطقة وسط المحيط الأطلسي من أجل الغد) عام (2006).[4]
- جائزة كابيتول هيل.[8]
- جائزة ناسا للبحوث.[8]
- جائزة البحوث من المعاهد الوطنية للصحة لمبادرة الأعمال الصغيرة.
- جائزة البحوث من وزارة الدفاع الأعمال المبادرة الصغيرة.
- جائزة التكنولوجيا الحيوية.
- جائزة التقدير من الاتحاد الوطني لمسلمي كندا.
- جائزة التكنولوجيا الحيوية.

## الانتساب والعضوية المهنية
- عضو الجمعية الفيزيائية الأمريكية.[4]
- عضو جمعية البصريات الأمريكية.[4]
- عضو، مجلس التكنولوجيا الناشئة، ولاية ديلاوير.[4]
- عضو مجلس الإدارة بسلطة السلامة من الإشعاع لولاية ديلاوير.[4]
- حاكم مجلس الجذعية.
- التحالف الوطني لمراكز جامعة ناسا NASA للبحوث.
- رئيس المؤسسة الجزائرية الأمريكية للثقافة، العلوم والتكنولوجيا.
- عضو اللجنة العلمية الدولية للمجلس الطيفي لتوزيع الليزر الطيفي المستحث.
- عينه حاكم ولاية ديلاوير الأمريكية سفيرا إلى المريخ بعد منحه شهادة رمزية من قِبَله.[10]

## مواضيع ذات صلة
- مصطفى إسحاق بوسحاقي